# 書誌学者の一覧

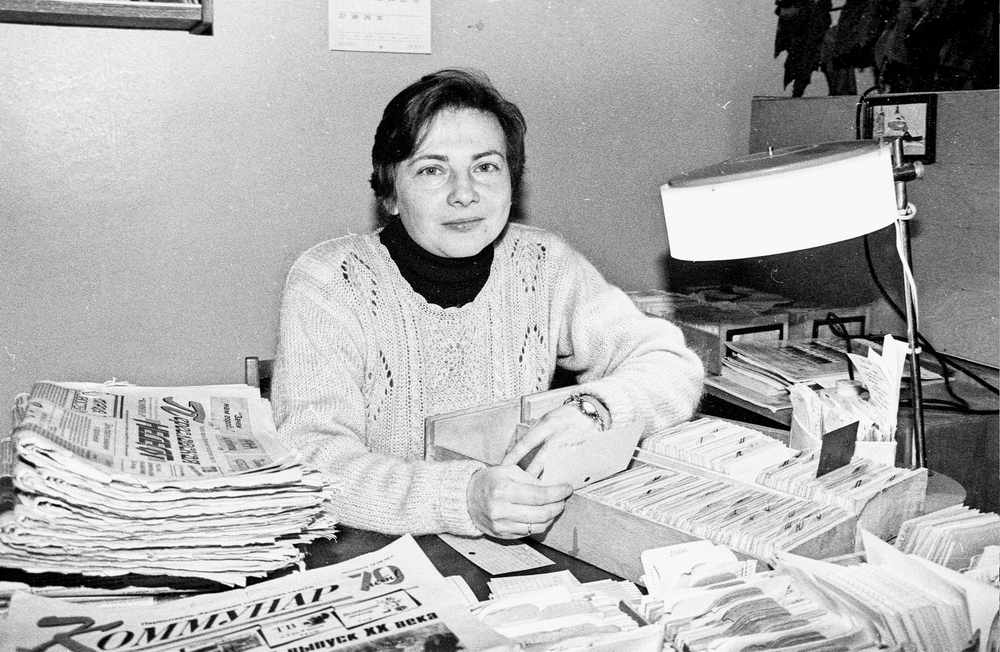
目録の作成に熱心なロシアの書誌学者

書誌学者（しょしがくしゃ）とは、書誌学を専攻する研究者のこと。
この一覧は未完成です。加筆、訂正して下さる協力者を求めています。

## 一覧
書誌学の実体は、日本では既に江戸時代から確かに存在しており、江戸幕府や各大名に属する学者、在野の学者、文人の多くがそれを探求し、その成果を後世に残している。もちろん、このような人物がいるのは日本のみならず、本というものを作り出し、蒐集する人々が存在する国々には、必ずといってよいほどいる。
ところが、このような歴史的背景にもかかわらず、書誌学は「一種の好事家の仕事」か「学術くさい趣味」という程度しか見られていない。また書誌学のみを専門とする研究者は、数えられる程度しかおらず、ほとんどの場合、書誌学を必要とする度合の高い文学、言語学、歴史学、図書館学、博物館学などの研究者が兼学しているのが現状である。

### 日本
| あ： - 赤堀又次郎 - 浅岡邦雄 - 朝倉治彦 - 天野敬太郎 い： - 石井研堂 - 池上忠弘 - 伊地知鉄男 - 市島謙吉 - 市野迷庵 - 稲村徹元 - 井上和雄 - 井上隆明 う： - 内田魯庵 - 浦西和彦 - 漆山又四郎 え： お： - 岡田希雄 - 尾形仂 - 岡野他家夫 - 岡村敬二 - 奥村繁次郎 - 尾崎康 か： - 柏崎順子 - 亀井孝 - 亀田次郎 - 狩谷棭斎 - 川瀬一馬 - 河原万吉 - 神田喜一郎 き： く： け： こ： - 幸田成友 - 小山騰 | さ： - 桜井義之 し： - 椎名宏雄 - 柴田宵曲 - 渋江抽斎 - 島崎博 - 島田翰 - 島田孝右 - 寿岳文章 - 庄司浅水 - 新村出 す： - 管宗次 せ： そ： - 反町茂雄 た： - 高倉一紀 - 高宮利行 - 多紀元簡 - 谷沢永一 ち： つ： て： と： な： - 長沢規矩也 - 長友千代治 - 中根粛治 - 中野三敏 - 中村幸彦 に： ぬ： ね： の： | は： - 橋本進吉 - 塙保己一 - 林望 ひ： - 肥田晧三 ふ： - 深井人詩 - 府川充男 - 藤井隆 へ： ほ： ま： - 松本隆信 み： - 水田紀久 - 水谷不倒 - 三村竹清 む： - 武藤康史 - 宗政五十緒 - 村田了阿 め： も： - 望月軍四郎 - 森銑三 - 森立之 や： - 八木佐吉 - 矢島玄亮 - 山岸徳平 - 山田昭廣 - 山田忠雄 - 山田孝雄 - 山根幸夫 - 山野博史 ゆ： - 雪嶋宏一 よ： - 吉田幸一 - 吉田篁墩 - 米山寅太郎 わ： - 和田維四郎 - 和田万吉 |

### 諸外国
特にイギリス、ドイツ、フランス、オランダなどのヨーロッパ諸国では、多くの書誌学者が研究活動を続けている。またアメリカでは書誌学が図書館学の一分野とされているが、逆にヨーロッパ諸国では図書館学が書誌学の一分野とされている。
| あ： い： う： え： お： - リチャード・オールティック - ポール・オトレ か： き： く： け： - コンラート・ゲスナー こ： さ： し： - ミシェル・ショマラ す： せ： そ： | た： ち： - キャーティプ・チェレビー つ： て： - アントワーヌ・デュ・ヴェルディエ と： - ジャン・リュク・ド・アシェリ な： - イブン・ナディーム に： ぬ： ね： の： は： - アントニオ・パニッツィ ひ： ふ： - エヴリット・ブライラー へ： ほ： - アンリ・ボードリエ - ジュリヤン・ボードリエ | ま： み： む： め： も： や： ゆ： よ： ら： - ラ・クロワ・デュ・メーヌ り： る： れ： ろ： わ： |